# Santa María de Ipire (Bezirk)
Der Bezirk (Municipio) Santa María de Ipire ist einer von 15 Bezirken des Bundesstaats Guárico im Zentrum Venezuelas. Die Hauptstadt ist Santa María de Ipire. Der Bezirk liegt im Südosten Guáricos.

## Wirtschaft
Die Bevölkerung lebt vorwiegend von der Landwirtschaft und Viehzucht. 

## Verwaltung
Der Verwaltungssitz ist die gleichnamige Stadt von Santa María de Ipire.
Der Bezirk setzt sich aus zwei Parroquias zusammen:
- Altamira
- Santa María de Ipire

## Verkehr
Die Nationalstraße 15 verbindet El Socorro und Valle de la Pascua mit der Stadt Santa María de Ipire und diese mit Pariguán und El Tigre, im Bundesstaat Anzoátegui.